# Легков, Александр Геннадьевич
Алекса́ндр Генна́дьевич Легко́в (род. 7 мая 1983, Красноармейск, Московская область) — российский лыжник. Олимпийский чемпион в марафоне (50 км) и серебряный призёр в эстафете зимних Олимпийских игр 2014 года. Вице-чемпион мира 2007 года в эстафете, бронзовый призёр в эстафете чемпионата мира 2013 года, участник Олимпийских игр в Турине и Ванкувере. Победитель многодневной лыжной гонки Тур-де-Ски 2013 года. В сезоне 2012/2013 стал обладателем Малого хрустального глобуса в дистанционном зачёте Кубка мира. Заслуженный мастер спорта России.

## Биография
Родился в городе Красноармейске в 1983 году в спортивной семье. Мать Ирина Николаевна Легкова — преподаватель физкультуры в школе. Отец Геннадий Викторович Легков, майор в отставке, занимался футболом и русским хоккеем. Старший брат Виктор Легков, был биатлонистом.
В детстве занимался хоккеем, тренируясь у Вячеслава Михайловича Смехова. Был нападающим и капитаном детской красноармейской команды «Вихрь». В 12 лет был признан лучшим игроком первенства Московской области на призы клуба «Золотая шайба». Дальнейшая карьера в качестве хоккеиста предполагала переход в серьёзный клуб, ближайший из которых находился в Москве. Однако ни денег, ни времени на поездки в Москву не было. На этом хоккейная карьера Легкова закончилась.
До 9-го класса учился без троек, а потом стал ездить на хоккейные сборы, и успеваемость снизилась. Какой-то период спортом вообще не занимался. Тогда отец сказал, что надо что-то выбрать. Так Легков оказался в биатлоне, где его тренером стал Владимир Иванович Загулов:
Царство ему небесное. Хороший был дедушка. Недавно скончался. Он никогда не давил на нас. На тренировках мы играли в футбол, занимались чем угодно. Стреляли редко. Но, как ни странно, навык в стрельбе остался. Я до сих пор стреляю очень хорошо. Черезов, Круглов отмечают, что и стойка, и лёжка у меня правильные. Плюс к этому я охотник-любитель. У меня и отец, и брат тоже охотники.
Легков начал заниматься лыжными гонками в группе Владимира Васильевича Кренёва (лыжный клуб «Слаломист», Москва).
После попадания в юниорскую сборную России тренером Легкова стал Юрий Бородавко. С 2001 года тренировался под руководством Бородавко. В 2010 году Бородавко был отстранён от работы со сборной на два года решением Президиума Федерации лыжных гонок России (ФЛГР) во исполнение рекомендаций совета FIS и Ассоциации лыжных видов спорта страны из-за многочисленных случаев применения допинга российскими спортсменами.
В 2009 окончил Югорский государственный университет по специальности «Экономика и управление на предприятии строительства».
К сезону 2010/11 годов готовился отдельно от основной сборной в группе под руководством немецкой специалистки по физиотерапии Изабель Кнауте, работавшей ранее с швейцарскими лыжниками. В сезонах 2011/12—2013/14 тренером Легкова являлся швейцарец Рето Бургермайстер. Помимо Легкова в группе Бургермайстера тренировался также Илья Черноусов. Вопросами медицинского сопровождения, массажем и физиотерапией, а также организационными вопросами Кнауте.
В 2014 году окончил Сургутский государственный университет по направлению «Физическая культура».
27 марта 2016 года вступил в партию «Единая Россия» и заявил о желании стать участником предварительного голосования партии по выборам в Московскую областную думу. В мае 2016 года победил на праймериз «Единой России». 18 сентября 2016 года был избран депутатом Московской областной Думы по Сергиево-Посадскому избирательному округу № 21. Член Комитета по делам молодёжи и спорта.
В ноябре 2016 года избран начальником регионального штаба движения «Юнармия» в Московской области.
6 апреля 2018 года объявил о завершении международной карьеры, выступая в Ханты-Мансийске на ежегодном конкурсе «Спортивная элита».
С 2018 года — депутат Московской областной думы VI созыва. Входит во фракцию «Единая Россия». Заместитель Председателя Комитета Мособлдумы по делам молодёжи и спорта.
В 2021 году вместе с Дмитрием Губерниевым комментировал чемпионат мира по лыжным видам спорта на телеканале «Матч ТВ».

## Спортивные достижения
- 1-е место в гонке на 10 км в категории FIS Race в Красногорске (Россия) в 2002 году.
- 1-е место в гонке на 15 км на Континентальном Кубке в Красногорске в 2003 году.
- Чемпион мира среди молодёжи до 23 лет в дуатлоне 15 км + 15 км (Словения, Кранья-2006)[18]
- Бронзовый призёр чемпионата мира среди молодёжи U23 в гонке классическим стилем на 15 км (Словения, Кранья−2006).
- 1-е место в гонке на 15 км на Кубке Восточной Европы в Красногорске (Россия) в 2007 году.
- Серебряный призёр Тур-де-Ски (Кавалезе, Италия) в 2007 году.
- 1-е место в гонке на 30 км на Кубке мира в Рыбинске (Россия) в 2007 году.
- Серебро в эстафете 4х10 км на чемпионате мира в Саппоро (Япония) в 2007 году.
- 1-е место в гонке на 15 км на Кубке мира в Лахти (Финляндия) в 2009 году.
- 1-е место в гонке на 15 км в категории FIS Race в Muonio (Финляндия) в 2008 году.
- Олимпийские игры в Ванкувере 2010 — 4 место в скиатлоне.
- Победитель Тур-де-Ски в 2013 году.
- Победитель королевского лыжного марафона 50 км свободным стилем на 12-м этапе Кубка мира сезона 2012/2013 в Хольменколлене (Норвегия)[19].
- Победитель этапа Кубка мира 2012/2013 в Куусамо, в индивидуальной гонке свободным стилем на 10 км.
- Олимпийские игры в Сочи 2014 — 1 место в марафоне на 50 км свободным стилем.
- Олимпийские игры в Сочи 2014 — 2 место в эстафете.

Сезон 2012/2013 начался для Легкова с 3 места в эстафете в шведском Елливаре. Затем в Куусамо на одном из этапов мини-многодневки он выиграл 10-километровую индивидуальную гонку свободным стилем. На канадские этапы Кубка мира он не приезжал, так как готовился к Tour de Ski, в котором впервые в своей карьере стал победителем. На этапе, проходившем на олимпийских трассах Сочи, занял 3 место, проиграв Дарио Колонье и Илье Черноусову. Перед чемпионатом мира в Валь-ди Фьемме в Давосе Легков занял 3 место в индивидуальной 15-километровой гонке свободным стилем. На чемпионате мира в Валь-ди Фьемме завоевал лишь одну бронзу в эстафетной гонке и был четвёртым в классическом 50-км марафоне. После чемпионата мира выиграл престижный королевский марафон свободным стилем в Осло, после чего перед последним этапом Кубка мира стал обладателем жёлтой майки лидера общего зачёта. Удержать лидерство не удалось. Финал Кубка мира в Швеции выиграл Петтер Нортуг, что обеспечило ему победу в общем зачёте Кубка мира 2012/2013. Легков стал вторым в общем зачёте, но выиграл Малый хрустальный глобус в дистанционных программах.

## Общественная деятельность
18 марта 2022 года выступил в «Лужниках» на митинге-концерте в честь годовщины аннексии Крыма Россией под названием «Za мир без нацизма! Zа Россию! Zа Президентa».

## Спортивные результаты

### Чемпионаты мира и Олимпийские игры
| Год  | Место проведения       | Дисциплина       | Место |
| ---- | ---------------------- | ---------------- | ----- |
| 2005 | ЧМ Оберстдорф          | 15 км Св         | 48    |
| 2005 | ЧМ Оберстдорф          | Спринт 1,2 км Кл | 50    |
| 2006 | ОИ Турин,Праджелато    | Скиатлон 30 км   | 37    |
| 2006 | ОИ Турин,Праджелато    | Марафон 50 км Св | 20    |
| 2007 | ЧМ Саппоро             | Скиатлон 30 км   | 6     |
| 2007 | ЧМ Саппоро             | 15 км Св         | 5     |
| 2007 | ЧМ Саппоро             | Эстафета 4x10 км | 2     |
| 2009 | ЧМ Либерец             | Скиатлон 30 км   | 4     |
| 2009 | ЧМ Либерец             | Марафон 50 км Св | 18    |
| 2010 | ОИ Ванкувер,Уистлер    | 15 Км Св         | 15    |
| 2010 | ОИ Ванкувер,Уистлер    | Скиатлон 30 км   | 4     |
| 2010 | ОИ Ванкувер,Уистлер    | Эстафета 4x10 км | 8     |
| 2010 | ОИ Ванкувер,Уистлер    | Марафон 50 км Кл | 14    |
| 2011 | ЧМ Хольменколлен       | Скиатлон 30 км   | 19    |
| 2011 | ЧМ Хольменколлен       | 15 км Кл         | 20    |
| 2011 | ЧМ Хольменколлен       | Эстафета 4х10    | 7     |
| 2013 | ЧМ Валь-ди-Фьемме      | Скиатлон 30 км   | 6     |
| 2013 | ЧМ Валь-ди-Фьемме      | 15 км Св         | 25    |
| 2013 | ЧМ Валь-ди-Фьемме      | Эстафета 4х10    | 3     |
| 2013 | ЧМ Валь-ди-Фьемме      | Марафон 50 км Кл | 4     |
| 2014 | ОИ Сочи,Красная Поляна | Скиатлон 30 км   | 11    |
| 2014 | ОИ Сочи,Красная Поляна | Эстафета 4х10 км | 2     |
| 2014 | ОИ Сочи,Красная Поляна | Марафон 50 км Св | 1     |

### Статистика выступлений в Кубке мира
| 2013/2014 | Куусамо | Лиллехамер | Лиллехамер | Давос | Тур де Ски | Доббиако | Доббиако  | Лахти | Осло      | Фалун | Итоги | Итоги |
| 2013/2014 | 26 См   | 15 Кл      | Э 4x7,5    | 30 Св | 102 См     | 15 Кл    | Спринт Св | 15 Св | 50 Кл Мст | 35 См | Очков | Место |
| 2013/2014 | 3       | 6          | 1          | 9     | 6          | 1        | 58        | 3     | 3         | 3     | 980   | 2     |

|           |          |          |         |            |           |         |      |       |       |           |       |       |       |
| 2012/2013 | Елливаре | Елливаре | Куусамо | Тур де Ски | Ла-Клюз   | Ла-Клюз | Сочи | Давос | Лахти | Осло      | Фалун | Итоги | Итоги |
| 2012/2013 | 15 Св    | Э 4x7,5  | 26 См   | 102 См     | 15 Кл Мст | Э 4x7,5 | 30 Д | 15 Св | 15 Кл | 50 Св Мст | 35 См | Очков | Место |
| 2012/2013 | 9        | 3        | 7       | 1          | 5         | 4       | 3    | 3     | 8     | 1         | 4     | 1381  | 2     |

| 2011/2012 | Шушёэн | Шушёэн | Куусамо | Давос | Рогла    | Тур де Ски | Отепя | Рыбинск   | Нове-Место-на-Мораве | Нове-Место-на-Мораве | Шклярска-Поремба | Лахти         | Осло      | Фалун | Итоги | Итоги |
| 2011/2012 | 15 Св  | Э 4x10 | 25 См   | 30 Св | 15 Кл МС | 110 См     | 15 Кл | 15 Св Мст | 30 Кл Мст            | Э 4x10               | 15 Кл            | 15 Кл + 15 Св | 50 Св Мст | 35 См | Очков | Место |
| 2011/2012 | 11     | 5      | 7       | 12    | 5        | 5          | 13    | 4         | 9999                 | 7                    | 3                | 6             | 7         | 16    | 1000  | 5     |

| 2010/2011 | Елливаре | Елливаре | Куусамо | Давос | Ла-Клюз   | Ла-Клюз | Рыбинск           | Рыбинск | Драммен | Лахти             | Фалун | Итоги | Итоги |
| 2010/2011 | 15 Св    | Э 4x10   | 25 См   | 15 Кл | 30 Св Мст | Э 4x10  | 10 Кл + 10 Св Мст | Э 4x10  | 15 Кл   | 10 Кл + 10 Св Мст | 40 См | Очков | Место |
| 2010/2011 | 6        | 2        | 1       | 2     | 3         | 2       | 7                 | 1       | 11      | 33                | 13    | 796   | 5     |

| 2009/2010 | Бейтоштолен | Бейтоштолен | Куусамо | Давос | Рогла     | Кэнмор | Кэнмор   | Итоги | Итоги |
| 2009/2010 | 15 Св       | Э 4x10      | 15 Кл   | 15 Св | 30 Кл Мст | 15 Св  | С 1,7 Кл | Очков | Место |
| 2009/2010 | 7           | 2           | 3       | 25    | 2         | 15     | 36       | 253   | 30    |

| 2008/2009 | Елливаре | Елливаре | Куусамо | Ла-Клюз   | Ла-Клюз | Давос | Тур де Ски | Рыбинск   | Лахти | Трондхейм | Фалун | Итоги | Итоги |
| 2008/2009 | 15 Св    | Э 4x10   | 15 Кл   | 30 Св Мст | Э 4x10  | 15 Кл | 102        | 15 Св Мст | 15 Св | 50 Кл Мст | 40 Д  | Очков | Место |
| 2008/2009 | 22       | 5        | 6       | 3         | 10      | 33    | 33         | 4         | 1     | 12        | 3     | 562   | 11    |

| 2007/2008 | Бейтоштолен | Бейтоштолен | Куусамо | Давос | Давос  | Рыбинск   | Тур де Ски | Кэнмор | Кэнмор | Отепя | Либерец | Фалун | Фалун  | Лахти | Бормио | Бормио | Итоги | Итоги |
| 2007/2008 | 15 Св       | Э 4x10      | 15 Кл   | 15 Кл | Э 4x10 | 30 Св Мст | 102 См     | 30 Д   | 15 Св  | 15 Кл | 11,4 Св | 30 Д  | Э 4x10 | 15 Кл | 3,3 Св | 15 Д   | Очков | Место |
| 2007/2008 | 12          | 3           | 8       | 16    | 9      | 6         | 20         | 9      | 15     | 21    | 33      | 12    | 10     | 57    | 11     | 33     | 273   | 26    |

| 2006/2007 | Елливаре | Елливаре | Куусамо | Когне | Ла-Клюз   | Ла-Клюз | Тур де Ски | Рыбинск   | Отепя | Давос | Осло  | Фалун | Итоги | Итоги |
| 2006/2007 | 15 Св    | Э 4x10   | 15 Кл   | 15 Кл | 30 Св Мст | Э 4x10  | 102 См     | 30 Св Мст | 15 Кл | 15 Св | 15 Кл | 30 Д  | Очков | Место |
| 2006/2007 | 7        | 2        | 12      | 22    | 2         | 1       | 2          | 1         | 24    | 54    | DNS   | 26    | 580   | 2     |

| 2005/2006 | Бейтоштолен | Бейтоштолен | Куусамо | Куусамо | Нове-Место | Фалун | Осло  | Итоги | Итоги |
| 2005/2006 | 15 Кл       | Э 4x10      | 15 Кл   | 15 Св   | 15 Св      | 20 Д  | 50 Св | Очков | Место |
| 2005/2006 | 20          | 4           | 65      | 29      | 23         | 18    | 24    | 41    | 95    |

| 2004/2005 | Елливаре | Куусамо | Куусамо | Лаго Ди Тесеро | Лаго Ди Тесеро | Рамзау    | Отепя | Нове-Место | Нове-Место | Райт-им-Винкль | Лахти | Осло  | Фалун | Фалун  | Итоги | Итоги |
| 2004/2005 | 15 Кл    | 15 Св   | 15 Кл   | 30 Д           | Э 4x10         | 30 Св Мст | 15 Кл | 15 Св      | Спринт Св  | 15 Св          | 15 Св | 50 Кл | 30 Д  | Э 4х10 | Очков | Место |
| 2004/2005 | 20       | 14      | 34      | 52             | 11             | 35        | 51    | 29         | 66         | 66             | 22    | 26    | 36    | 7      | 45    | 75    |

| 2003/2004 | Доббиако  | Доббиако | Давос | Давос  | Рамзау | Фалун | Отепя     | Отепя  | Ла-Клюз | Ла-Клюз | Оберстдорф | Оберстдорф | Умео  | Трондхейм | Осло  | Лахти  | Лахти | Праджелато | Праджелато | Итоги | Итоги |
| 2003/2004 | 30 Св Мст | Спринт   | 15 Кл | Э 4x10 | 10 Св  | 30 Д  | 30 Кл Мст | Э 4x10 | 15 Св   | Э 4x10  | 30 Д       | Спринт     | 15 Кл | С 1.5 Св  | 50 Св | С 1 Св | 15 Кл | С 1.3 Св   | 30 Св      | Очков | Место |
| 2003/2004 | 30        | 13       | 27    | 6      | 61     | 30    | 36        | 4      | 28      | 7       | DNF        | 11         | 38    | 52        | 11    | 72     | 73    | 69         | 39         | 33    | 56    |

## Дисквалификация
27 декабря 2016 года президент Федерации лыжных гонок России Елена Вяльбе сообщила о том, что Легков временно отстранён от участия в соревнованиях из-за подозрения в нарушении антидопинговых правил.
1 ноября 2017 года, после обнаружения следов вскрытия на пробирке с допинг-пробой, взятой 25 февраля 2014 года на Олимпиаде в Сочи, Легков был признан МОК виновным в нарушении антидопинговых правил. МОК пожизненно запретил Легкову выступать на Олимпиадах и аннулировал его результаты с Олимпийских игр 2014 года. Однако 1 февраля 2018 года решением Спортивного арбитражного суда (CAS) дисквалификация была признана необоснованной и отменена, результаты Легкова и ещё 27 российских спортсменов на Олимпиаде в Сочи оставлены в силе, им вернули медали.

## Награды и звания
- Орден Дружбы (24 февраля 2014 года) — за большой вклад в развитие физической культуры и спорта, высокие спортивные достижения на XXII Олимпийских зимних играх 2014 года в городе Сочи[29][30].
- Благодарность Президента Российской Федерации (5 марта 2010 года) — за заслуги в развитии физической культуры и спорта, высокие спортивные достижения на Играх XXI Олимпиады 2010 года в Ванкувере[31].
- Заслуженный мастер спорта России (17 февраля 2014 года)[32].

## Спортивный центр Александра Легкова
В октябре 2014 года в городе Пересвете Московской области состоялось открытие спортивного центра Александра Легкова.

## Личная жизнь
Жена Татьяна. 2 июля 2015 года родился сын Арсений.

Если бы Легков не стал лыжником, он бы стал актёром. Легков рассказал в интервью:
В театральный институт бы пошёл. Чувствую к этому склонность. Люблю пародировать. И это у меня получается. К тому же многие мои друзья — кавээнщики. Я и сам играю в КВН. После Олимпиады в Турине мы с ребятами из нашего города создали команду „Олимпийская деревня“. Я всем раздал форму, кому шарфик, кому футболку, кому шорты. Прикольно было выступать. На передачу „Комеди Клаб“ с удовольствием хожу. А ещё клички для ребят из нашей сборной придумываю.
В российской команде Легков имел прозвище «Кошка», норвежцы называли его «Красной машиной».
О своей фамилии Легков сообщает следующее: «Вообще-то правильно моя фамилия произносится Лёгков. В городе моего детства до сих пор удивляются, что её произносят не так».